# (9325) Stonehenge
(9325) Stonehenge – planetoida z pasa głównego asteroid okrążająca Słońce w ciągu 3 lat i 288 dni w średniej odległości 2,43 j.a. Została odkryta 3 kwietnia 1989 roku w Europejskim Obserwatorium Południowym przez Erica Elsta. Nazwa planetoidy pochodzi od Stonehenge, megalitycznej budowli związanej najprawdopodobniej z kultem Księżyca i Słońca. Przed nadaniem nazwy planetoida nosiła oznaczenie tymczasowe (9325) 1989 GG4.